# Un conejo para Bogart
Slick Hare (literalmente "Liebre escurridiza", conocido en español como Un conejo para Bogart) es un cortometraje animado de Merrie Melodies del año 1947, dirigido por Friz Freleng (como "I. Freleng"). Se estrenó el 1 de noviembre de 1947 y presenta a Bugs Bunny y Elmer Gruñón. Parodia el célebre club nocturno Mocambo de Los Ángeles (en la película denominado "The Mocrumbo"). Mel Blanc presta su voz a Bugs, Arthur Q. Bryan a Elmer Gruñón y el imitador Dave Barry interpreta a Humphrey Bogart. El título en inglés es un juego de palabras con "cabello" ("hair"), de una época en la que el cabello alisado con gomina ("slick hair") era un estilo de moda popular entre los hombres.

## Trama
El corto comienza con varias tomas de personajes famosos de la década de 1940 cenando y bebiendo en el club Mocrumbo; entre ellos Leopold Stokowski dirigiendo la música de una Jukebox para que la gente se lance a bailar, Gregory Peck, usando una navaja de afeitar para cortar su filete (en referencia a su personaje en la película Recuerda de Alfred Hitchcock), Ray Milland (en una parodia de Días sin huella, donde interpreta a un escritor alcohólico), que paga su bebida con una máquina de escribir y recibe también máquinas de escribir en miniatura como cambio, y Frank Sinatra, representado exageradamente delgado, hasta el punto de caer dentro de su pajita cuando intenta tomar un sorbo de su bebida. Elmer es camarero en Mocrumbo y cuando sale de la cocina descubre que su próximo cliente es Humphrey Bogart.
Bogart le dice a Elmer que quiere conejo frito para cenar. Elmer le explica que el restaurante se ha quedado sin conejo, pero Bogart saca una metralleta, la pone sobre la mesa y advierte a Elmer que quiere conejo frito "en 20 minutos, ¡o si no...!". Durante la frenética búsqueda de un conejo, Elmer escucha el sonido de alguien masticando en un rincón de la cocina y descubre a Bugs Bunny en una caja de zanahorias. Elmer informa a Bugs que Bogart quiere "cenar con él". Bugs confunde el hecho de ser él la cena con una invitación e inmediatamente aparece con un frac y un sombrero de copa y pide ver qué se está cocinando. Elmer rápidamente pone un espejo de mano en una olla y Bugs, al ver su reflejo, se da cuenta de que él mismo será el plato principal y se despide nerviosamente de Elmer antes de retirarse apresuradamente.
Bugs escapa de la cocina hacia el comedor, donde se sienta en una mesa vestido como Groucho Marx en un intento de engañar a Elmer. Luego aparece Elmer junto a Bugs, vestido como Harpo Marx. Bugs intenta huir, pero rebota en el gran estómago de Sydney Greenstreet. Entra corriendo al camerino de Carmen Miranda y se esconde en su sombrero de frutas. Carmen camina hacia el escenario y canta y baila una samba. Cuando sale, Elmer persigue a Bugs de regreso al escenario. Elmer, al ver a la audiencia, rápidamente sale corriendo del escenario, dejando a Bugs bailar al ritmo de samba de la orquesta. Se ve a Elmer junto a la banda afilando su cuchillo de carnicero al ritmo de la música durante la actuación.
Luego, Bugs regresa a la cocina, donde se deleita con la apreciación del público por su actuación diciendo: "¡Ah, mi público! ¡Cómo me aman! ¡Ajá!". (La risita que emite al final era habitual en las actuaciones del cómico Jack Benny). Elmer, sosteniendo un cuchillo de carnicero, corre hacia Bugs, y Bugs inmediatamente se disfraza de camarero bigotudo, pide pasteles y salpica dos veces a Elmer en la cara. La tercera vez, al pedir Bugs un pastel de natillas de coco con crema batida, Elmer finalmente se da cuenta de que el camarero podría ser Bugs. Después de sacar el pastel, Elmer se lo lanza a Bugs, pero Bugs se agacha y el pastel sale volando hacia el comedor, golpeando a Bogart en la cara. Bogart entra a la cocina, agarra a Elmer por la camisa y le pregunta por qué lo golpeó en la cara con un pastel. Bogart luego advierte a Elmer de que sólo tiene cinco minutos para preparar su conejo frito.
Elmer busca frenéticamente por la cocina, pero no encuentra un conejo a tiempo. Bogart regresa y mete la mano dentro la chaqueta en un gesto supuestamente amenazador. Elmer se encoge de miedo, pensando que Bogart está a punto de sacar una pistola y dispararle pero Bogart sólo saca un pañuelo para secarse la frente y dice con resignación: "Baby tendrá que comer un sándwich de jamón ". Al escuchar "Baby", Bugs salta de su escondite y toma su lugar en una bandeja como plato principal ("Baby" es Lauren Bacall) y señala: "¡Recuerda, garçon, el cliente siempre tiene la razón! ¡Si Baby quiere conejo, Baby tendrá conejo!" antes de aullar y silbar a Bacall.

## Producción
El diseñador de escenarios Paul Julian visitó la cocina del Mocambo y basó los fondos de la cocina de este corto en las objetos antihigiénicos que observó, comentando más tarde en una entrevista: "¡Me repugnaba tanto que volví e hice un documental sobre ello!"

## Recepción
El actor de doblaje de dibujos animados Keith Scott escribe: "Uno de los últimos cortos de animación de Warner Bros basado en la actualidad, Slick Hare es mucho más accesible para el público moderno que otros ejemplos del género de parodias de estrellas de cine. Esto se debe a que Bugs Bunny y Elmer Gruñón llevan el peso de la comedia. Con estas dos fuertes personalidades en primer plano, los olvidables chistes sobre las estrellas de cine son más bien la guinda del pastel". 

## Reparto
- Mel Blanc como Bugs Bunny, el camarero, el barman y Ray Milland
- Arthur Q. Bryan como Elmer Gruñón (sin acreditar)
- Dave Barry como Humphrey Bogart (sin acreditar)

## Ediciones en DVD
- Este corto se puede encontrar en la Colección Dorada de Looney Tunes: Volumen 2 .
- El corto también es un extra en el lanzamiento en DVD de la película Dark Passage de Humphrey Bogart de 1947, disponible individualmente y como parte de la caja del DVD Bogie and Bacall: The Signature Collection .